# Волколаков, Иван Иванович
Иван Иванович Волколаков (11 сентября 1883, Режица, Витебская губерния (ныне Резекне, Латвия) — 20 июня 1964) — рабочий-строитель, Почётный железнодорожник (1953), старейший депутат городского Совета Новосибирска.

## История
Иван Волколаков родился в крестьянской семье.
В 1892 году переехал вместе с родителями в Кривощёково на постройку железнодорожного моста через Обь.
С 1894 года вся дальнейшая жизнь Волколакова была связана с возведением объектов железной дороги (мостов, жилых, служебных и производственных помещений). Первоначально был рабочим, затем выдвинулся на должность прораба организации «Стройпуть».
Участвовал в строительстве железнодорожного вокзала, корпусов Института инженеров железнодорожного транспорта, Дома культуры на станции Инская, возводил здание Управления Западно-Сибирской железной дороги и железнодорожную поликлинику.
Был избран 14 раз депутатом городского Совета (1934—1963).

## Награды
Был награждён медалями.

## Память
В честь Ивана Волколакова названа одна из улиц Железнодорожного района Новосибирска.